# Dima (album)
Pour les articles homonymes, voir Dima.
Albums de Zaho
Zaho : La Mixtape
(2007) Contagieuse
(2012)
Singles
1. C'est chelou
Sortie : 28 janvier 2008[1]
2. La roue tourne
Sortie : 30 juin 2008[2]
3. Kif'n'dir
Sortie : 10 novembre 2008[3]
4. Je te promets
Sortie : 16 mars 2009[4]

Dima est le premier album studio de la chanteuse Zaho, sorti le 10 mars 2008, dont sont extraits quatre singles. Le premier single promotionnel est Hey papi. Ce titre initialement sorti en 2006, soit deux ans avant la sortie de l'album, a été réédité en 2008. Le premier single de l'album nommé C'est chelou est sorti le 28 janvier 2008. Le second single, La roue tourne, en collaboration avec le rappeur Tunisiano est sorti le 30 juin 2008. Le troisième single se nomme Kif'n'dir, il est sorti le 10 novembre 2008. Le quatrième et dernier single extrait de l'album est le titre Je te promets, sorti le 16 mars 2009. Dima est certifié disque de platine avec plus de 200,000 exemplaires vendu[réf. nécessaire].

## Singles
Le 7 avril 2008, Zaho publie la chanson C'est chelou. Premier single, la chanson est écrite par Zaho et composé par Phil Greiss. Elle parle d'un triangle amoureux entre elle, son copain et une femme extérieure à leur couple.
Le 21 juillet 2008, elle dévoile le single La roue tourne (chanson). La chanson est écrite par Zaho et Tunisiano, qui parle des aléas de la vie et que quoi qu'il arrive, malgré tout, la roue tourne. Il existe deux versions du titre, dont une version solo et une deuxième version avec le rappeur. La version solo est disponible uniquement dans le single physique. Le vidéoclip est disponible dans les deux versions.
Le 14 décembre 2008, le titre Kif'n'dir est publié en tant que troisième single. Le titre raconte le désarroi de l’artiste face à des évènements qui l'ont marqué personnellement comme de la guerre civile qui a touché l'Algérie (décennie noire) et à cause de laquelle, elle et sa famille ont dû émigrer au Canada.
Enfin 24 aout 2009,, le dernier single servant à promouvoir l'album est Je te promets (chanson). Sortie le 16 Mars 2009, le titre racontre la fidélité de l'artiste à son amoureux. A noter la diffusion du remix, Je te promets (chanson) (Down Lo Remix), où l'instrumentalisation modifié par Phil Greiss, servant à promouvoir. Il est disponible en téléchargement légal

## Liste des titres
| 1.  | Dima                                 | Zaho            | Phil Greiss       | 4:27 |
| 2.  | Assassine                            | Zaho            | Phil Greiss       | 4:37 |
| 3.  | La roue tourne (featuring Tunisiano) | Zaho, Tunisiano | Phil Greiss       | 4:06 |
| 4.  | C'est Chelou                         | Zaho            | Phil Greiss       | 3:36 |
| 5.  | F.T.T. (Femme Tout Terrain)          | Zaho            | Phil Greiss       | 3:48 |
| 6.  | Kif'n'dir                            | Zaho            | Phil Greiss       | 4:53 |
| 7.  | Mon parcours                         | Zaho            | Phil Greiss       | 3:47 |
| 8.  | Tu ne le mérites pas                 | Zaho            | Phil Greiss       | 3:59 |
| 9.  | Incomprise                           | Zaho            | Phil Greiss       | 3:43 |
| 10. | Petit Jeu                            | Zaho            | Phil Greiss       | 3:47 |
| 11. | Hey Papi (featuring Soprano)         | Soprano, Zaho   | Phil Greiss       | 4:12 |
| 12. | Serpent                              | Zaho            | Phil Greiss       | 3:41 |
| 13. | Tout vibe bien                       | Zaho            | Phil Greiss       | 4:06 |
| 14. | Je te promets                        | Zaho            | Zaho, Phil Greiss | 4:18 |
| 15. | Dima (version arabe - original mix)  | Zaho            | Phil Greiss       | 4:28 |

| 16. | Tout ce temps (en duo avec Idir)    | Zaho           | Zaho, Phil Greiss            | 2:45 |
| 17. | Bougez vos ...                      | Zaho           | Phil Greiss                  | 3:38 |
| 18. | Lune de miel (en duo avec Don Choa) | Don Choa, Zaho | Marc Jouanneaux (Animalsons) | 3:56 |

### Crédits
Les crédits sont adaptés depuis Discogs.

#### Interprètes
- Chant : Zaho
- Chants additionnel : Tunisiano (3), Soprano (11), Idir (16), Don Choa (18)

#### Équipe de production
- Réalisateurs artistiques : Phil Greiss sauf Marc Jouanneaux pour Animalsons (18)
- Arrangements voix : Zaho (1, 3, 5, 6, 8, 9, 10, 13, 14, 17), Zaho & Phill Greiss (4, 7, 11, 12, 18)
- Arrangements et instrumentations : Phil Greiss sauf Zaho et Phil Greiss (8, 12, 14), DJ Majestik (4)
- Mixage: Jean-Marie Horvat (2), Ken Lewis (1), Nico Stawski (1), Phil Greiss (3 to 8, 10 to 13), George Seara (tracks: 7, 13), Orlando Calzada (3), Nicolas Stawski (12)
- Violon : Stéphane Allard (6)
- Guitares : Dominic Ciffarelli (1), Phil Greiss et Dominic Ciffarelli (13), Zaho, Bob Cohen et Phil Greiss (14), Jocelyn Beaulieu et Phil Greiss (16)
- A&R : Karim Ech-Choayby
- Enregistré par : Phil Greiss sauf Frédéric Curier et Phil Greiss (16), Romain Bacherot (18)
- Producteur exécutif : Phil Greiss
- Management : Choukri Essadi
- Design : Emeric Trahand a.k.a. «TKSH»
- Artwork : am Hayles a.k.a «DOSEprod»
- Mastering : Chris Gehringer sauf Eric Chevet (2, 6)
- Photographie : Nathalie Canguilhem, Fouad Allaoui

## Clips vidéos
- La roue tourne : 19 juin 2008
- C'est chelou : 7 mars 2009
- Kif'n'dir : 19 juin 2009
- Je te promets : 18 octobre 2009
- Lune de miel (en duo avec Don Choa) : 25 octobre 2009

## Classement hebdomadaire
| Classement (2008-2009)       | Meilleure position |
| ---------------------------- | ------------------ |
| Belgique (Wallonie Ultratop) | 36                 |
| France (SNEP)                | 11                 |

### Certification
| Pays          | Date         | Certifications | Ventes  |
| ------------- | ------------ | -------------- | ------- |
| France (SNEP) | 10 Mars 2008 | Platine        | 200 000 |

### Historique de sortie
- 10 Mars 2008 (Édition standard)
- 01 Décembre 2008 (Édition spéciale)